# Японска керия
Японската керия (Kerria japonica), известна още като японска роза, е широколистен храст от семейство Розови (Rosaceae).
Родоме от Китай, Япония и Корея. Наименуван е на Уилям Кер, който е представил сорта „Pleniflora“. Това е единственият вид в рода Керия (Kerria).

## Описание
Японската керия нараства до 1 – 3 м височина, със слаби дъговидни стъбла, които често се катерят над друга растителност или скали. В дивата природа расте в гъсталаци по планинските склонове. Листата са редуващи се, прости, дълги 3 – 10 cm, с двойно назъбен край. Цветовете са златисто жълти, с пет венчелистчета и равномерно разположени по клоните на ново зелено растение. Плодът е сух едносемен акен (achene) с дължина 4 – 4,5 мм.

## Отглеждане
Японската керия е ценно декоративно растение в градините заради златистожълтите му цветове, които се появяват през пролетта. Най-добре е да се отглежда с малко сянка от пълната слънчева светлина, за да се избегне бланширането на цветовете. Трябва да се подрязва след цъфтежа, за да се поддържа здраво и жизнено. 2 сорта са спечелили Наградата за градински заслуги на Кралското градинарско общество – K. japonica 'Pleniflora' и двуцветната K. japonica „Pleniflora“, известна като bachelor's buttons.